# Laurentius Hoheisel

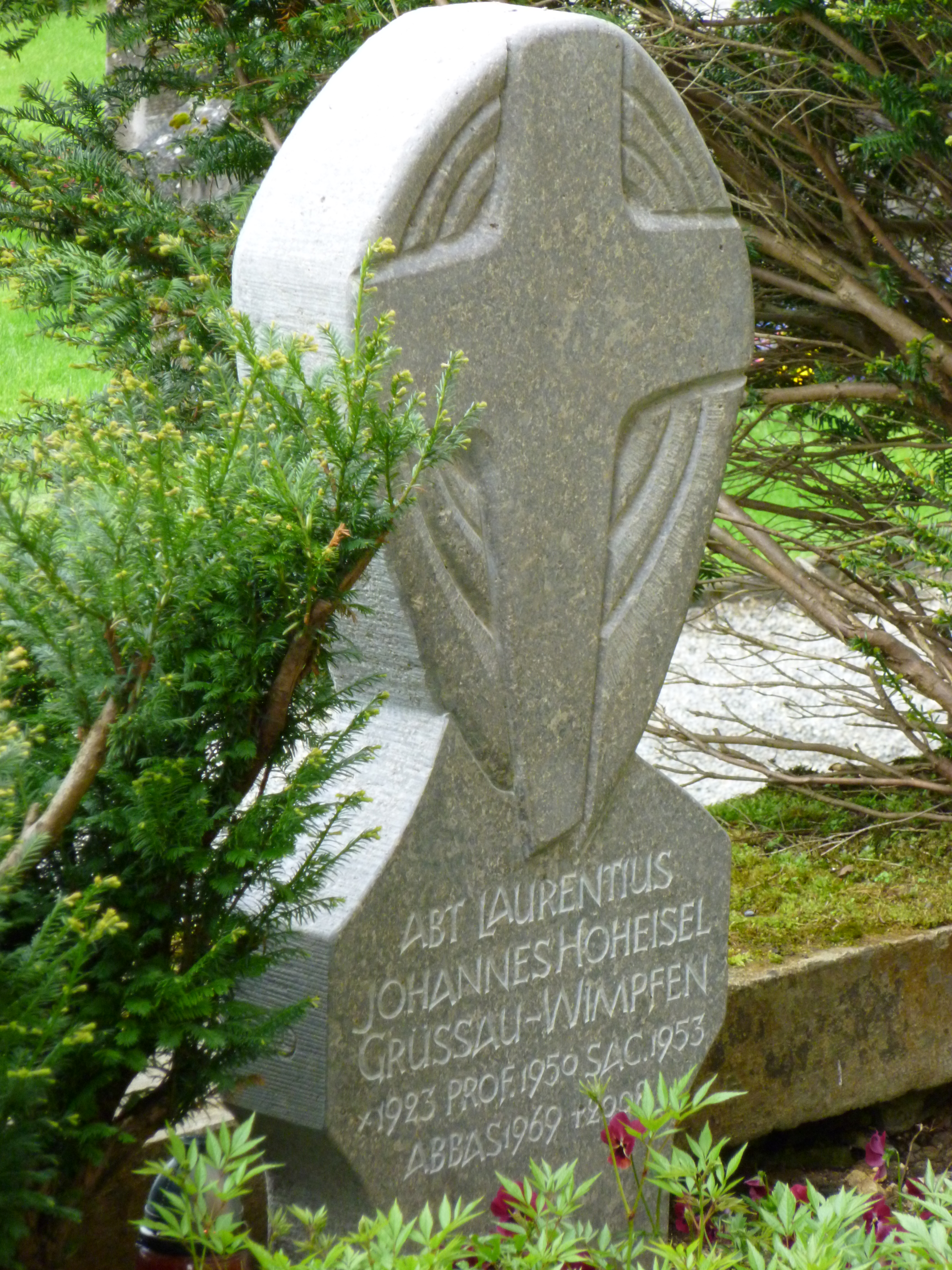
Grab auf dem Beuroner Klosterfriedhof (2013)

Laurentius Hoheisel OSB (* 15. Februar 1923 in Altewalde, Landkreis Neisse, Provinz Oberschlesien als Johannes Hoheisel; † 11. August 2008 in Sigmaringen) war Benediktiner und letzter Abt der 2004 aufgelassenen Benediktinerabtei Grüssau in Bad Wimpfen.

## Leben
Johannes Hoheisel, ältestes von sechs Kindern, war Soldat im Zweiten Weltkrieg und Zeuge der Zerstörung der Erzabtei Montecassino. Als Kriegsgefangener besuchte er das sogenannte Stacheldrahtseminar von Chartres, nach Kriegsende studierte er Philosophie und Theologie an der Philosophisch-Theologischen Hochschule Königstein. 1948 trat er als Postulant in die Abtei Grüssau in Bad Wimpfen ein. Nach Ablegung der ewigen Profess am 6. Januar 1950 empfing er am 9. August 1953 die Priesterweihe durch Bischof Albert Stohr. 
Am 14. April 1969 wurde Laurentius Hoheisel als Nachfolger von Albert Schmitt zum zweiten Abt der Abtei Grüssau gewählt. Die Abtsbenediktion erteilte ihm der Mainzer Bischof Hermann Volk am 31. Mai 1969. Von 1976 bis 1996 war Abt Hoheisel zudem der Abtpräses der Beuroner Kongregation. Laurentius Hoheisel war damit der ranghöchste Würdenträger der Kongregation und höherer Ordensoberer im Sinne des Kirchenrechts. 1997 trat er aus gesundheitlichen Gründen von seinen Ämtern zurück.